# アンドレアス・ヴィンドハイム
- アンドレアス・ヴィンドヘイム

アンドレアス・アーレン・ヴィンドハイム（Andreas Aalen Vindheim, 1995年8月4日 - ）は、ノルウェー・ホルダラン県ベルゲン出身のサッカー選手。ドイツ・ツヴァイテリーガ・シャルケ04所属。ポジションはDF。

## クラブ経歴
2009年にSKブランのユースアカデミーに入所。2013年にトップチームに昇格し、翌2014年シーズンにプロデビュー。同年シーズンはリーグ戦22試合2ゴールを記録。2015年3月11日にアルスヴェンスカンのマルメFFと4年契約を締結。2017年シーズンにアントン・ティネルホルムからポジションを奪いリーグ戦19試合2ゴールを記録。以降も先発に定着した。
2019年5月12日、ACスパルタ・プラハと契約。加入1年目の2019-20シーズンは21試合2ゴールを記録したものの、2021-22シーズンは調子を落とし、2022年1月にはシャルケ04からの関心が報じられた。
2022年1月11日、シャルケ04に買取オプション付きのローン移籍で加入したことが発表された。

## 代表経歴
2014年から1年間、ユース世代のノルウェー代表でプレー。2020年11月にフル代表初招集。同月19日のUEFAネーションズリーグのオーストリア戦で代表デビューを果たした。